# Mexická plošina
Mexická plošina, také Mexická vysočina (španělsky Mesa del Centro, anglicky Mexican Plateau) je rozsáhlá náhorní plošina v Mexiku (částečně zasahuje i do Nového Mexika a Texasu ve Spojených státech). Plošina se rozkládá mezi pohořími Sierra Madre Occidental a Sierra Madre Oriental, na jihu je ohraničená Neovulkanickým pohořím. Zaujímá plochu okolo 600 000 km² (tzn. rozlohou je větší než celá Francie nebo Španělsko). Leží v nadmořské výšce 1 000 až 2 500 metrů. Skládá se lávových plošin, jednotlivých horských masívů a bezodtokých pánví.

## Geologie
Plošina má vrásnozlomovou stavbu, hrástě se střídají s příkopovými propadlinami. Místy se vyskytují granitická tělesa.

## Geografie
Plošina se rozkládá v mexických státech: Chihuahua, Coahuila, Durango, Zacatecas, San Luis Potosí, Aguascalientes, Jalisco, Zacatecas, Guanajuato, Querétaro, Michoacán, México, Hidalgo, včetně mexického hlavního města Ciudad de México.
Mexická plošina se dělí na dvě části. Severní Mesu del Norte a jižní Mesu Central. Severní část má průměrnou nadmořskou výšku 1 100 metrů. Severní plošinu tvoří samostatné úzké horské hřebeny a jednotlivé sníženiny. Jižní plošina je vyšší. Průměrná nadmořská výška je okolo 2 000 metrů. Jižní plošinu charakterizují četná údolí. Ve dvou z nich také leží dvě největší mexická města Ciudad de México a Guadalajara.